# Gustav Hertz
Gustav Ludwig Hertz (Hamburgo, 22 de julio de 1887-Berlín, 30 de octubre de 1975) fue un físico alemán, sobrino de Heinrich Rudolf Hertz. Ganador del premio Nobel de Física de 1925 por sus estudios, en cooperación con James Franck, sobre el paso de electrones a través de un gas.

## Biografía
Hertz era hijo de un abogado, el Dr. Gustav Hertz, y de Auguste Hertz (nacida Arning). Inició sus estudios en la escuela Johanneum, de Hamburgo. Posteriormente se matriculó en la universidad de Gotinga en 1906, y pasaría también por las de Múnich y Berlín, hasta graduarse en 1911. Consiguió un cargo como ayudante de investigación en el Instituto de física de la Universidad Friedrich Wilhelm de Berlín en 1913, pero al desatarse la Primera Guerra Mundial, fue movilizado en 1914, y herido de gravedad en el frente en 1915.
En 1945, tras la Segunda Guerra Mundial, se trasladó a la Unión Soviética, en donde volvió a trabajar como jefe de un laboratorio de investigación hasta 1954. Ese año recibió el cargo de director del Instituto de Física de la Universidad Karl Marx en Leipzig. Nombrado profesor emérito en 1961, se retiró y vivió posteriormente en Leipzig y Berlín.
El profesor Hertz se casó en 1919 con Ellen (nacida Dihlmann), que murió en 1941. Tuvieron dos hijos, ambos físicos: el Dr. Carl Hellmuth Hertz, profesor en el Colegio Técnico de Lund, y el Dr. Johannes Hertz, que trabajó en el Instituto de Óptica y Espectroscopía de la Academia Alemana de Ciencias, en Berlín. Volvió a casarse con Charlotte (nacida Jollasse) en 1943.
Gustav Hertz murió el 30 de octubre de 1975 en Berlín.

## Carrera científica
Los estudios iniciales de Hertz para su tesis doctoral estaban relacionados con la absorción infrarroja del dióxido de carbono en relación con la presión y la presión parcial. Junto con Franck, llevó a cabo diversos estudios sobre el impacto de electrones, que les condujeron a su famoso experimento: en 1914, Hertz y Franck diseñaron el llamado experimento de Franck-Hertz, que confirmaba y apoyaba de forma elegante el modelo atómico de Bohr y abría las puertas a la mecánica cuántica formulada por Max Planck. Justo antes de su movilización, se encontraba realizando estudios y medidas sobre el potencial de ionización de varios gases.
Posteriormente, demostró las relaciones cuantitativas entre las series de líneas espectrales y la pérdida de energía de los electrones al colisionar con átomos.
En 1925, él y Franck reciben el Premio Nobel de Física.
Al volver a Berlín en 1928, se aplicó de forma incansable a la reconstrucción del Instituto de Física. Durante su periodo como director, fue el responsable del descubrimiento de un método para separar isótopos de neón mediante una cascada de difusión.
Hertz publicó muchos trabajos, tanto en solitario como de forma conjunta con Franck, sobre el intercambio cuantitativo de energía entre electrones y átomos, así como sobre la separación de isotopos.
Hertz era miembro de la Academia de Ciencias Alemana en Berlín, así como de la Academia de Ciencias de Gotinga, miembro honorario de la Academia Húngara de Ciencias, miembro de la Academia de Ciencias Checoslovaca, y miembro extranjero de la Academia de Ciencias de la URSS.
Además del premio Nobel, recibió la Medalla Max Planck de la Sociedad Alemana de Física.